# Univerza v Bayreuthu
Univerza v Bayreuthu (nemško Universität Bayreuth) je  univerza v Bayreuthu (Nemčija), ki je bila ustanovljena leta 1975.

## Fakultete
- Fakulteta za matematiko, fiziko in informatiko (Fakultät für Mathematik, Physik und Informatik; ustanovljena 1975)
- Fakulteta za biologijo, kemijo in zemeljske znanosti (Fakultät für Biologie, Chemie und Geowissenschaften; ustanovljena 1975)
- Pravno-ekonomska fakulteta (Rechts- und Wirtschaftswissenschaftlichen Fakultät; ustanovljena 1975)
- Fakulteta za jezikoslovje in književnost (Fakultät für Sprach- und Literaturwissenschaften; ustanovljena 1975)
- Fakulteta za kulturne znanosti (Kulturwissenschaftliche Fakultät; ustanovljena 1975)
- Fakulteta za uporabno naravoslovje (Fakultät für Angewandte Naturwissenschaften; ustanovljena 1998)
- Fakulteta za življenjske znanosti (Fakultät für Lebenswissenschaften; ustanovljena 2019)